# Enric Sòria i Badia
Enric Sòria i Badia (Barcelona, Cataluña, 14 de noviembre de 1937) es un arquitecto español.

## Trayectoria
Estudió en la Escuela de Arquitectura de Barcelona, donde se tituló en 1970. Trabajó en asociación profesional con Jordi Garcés hasta 1996, y con Juan Ignacio Quintana desde 2006. Ha sido profesor en la ETSAB, en la Escuela de Diseño Elisava, en la Escuela Universitaria de Navarra y en la Universidad Ramon Llull.
Su obra se sitúa entre el racionalismo ecléctico y el vanguardismo contemporáneo, con influencia del Estilo Internacional. Son defensores de la artisticidad de la arquitectura, por lo que ponen especial énfasis en la creatividad de sus obras. Entre ellas destacan: la reconversión del antiguo Asilo de Santa Lucía en Museo de la Ciencia (1978-1980), el conjunto residencial Pi i Molist (1978-1981), el Museo Picasso (1981-1987), el edificio de viviendas de la calle Salvador Espriu (1989-1992), el Hotel Plaza (1989-1992), el Palacio de Deportes del Valle de Hebrón (1990-1991, premio FAD de Arquitectura 1991), el cine Imax (1993-1994) y el ágora Rubió i Balaguer de la UPF —que incluye la capilla laica diseñada por Antoni Tàpies— (1994, premio Ciudad de Barcelona de Arquitectura y Urbanismo 1996), todos ellos en Barcelona. Entre sus últimas obras se encuentra la rehabilitación del mercado del Borne para convertirlo en centro cultural (2013, premio Ciudad de Barcelona de Arquitectura y Urbanismo 2014).
Es autor del libro Conversaciones con José Antonio Coderch de Sentmenat (1979).